# Marionnettiste (chanson)
Pour les articles homonymes, voir Marionnettiste (homonymie).
Marionnettiste est une chanson interprétée par Pierre Bachelet. Elle figure sur l'album du même titre, sorti en 1985.

## Classement
| Classement (1985) | Position |
| ----------------- | -------- |
| France (SNEP)     | 17       |